# سافاير (مؤلفة)
سافاير (بالإنجليزية: Sapphire)‏ (4 أغسطس 1950 في الولايات المتحدة)؛ كاتِبة، شاعرة وروائية أمريكية.

## روابط خارجية
- سافاير على موقع IMDb (الإنجليزية)
- سافاير على موقع الموسوعة البريطانية (الإنجليزية)
- سافاير على موقع ميوزك برينز (الإنجليزية)
- سافاير على موقع إن إن دي بي (الإنجليزية)
- سافاير على موقع قاعدة بيانات الفيلم (الإنجليزية)